# 葦河県
葦河県（いか-けん）は中華人民共和国黒竜江省にかつて存在した県。

## 地理
葦河県は現在の黒竜江省尚志市東部に相当する。

## 歴史
中華民国が成立した初期まで葦河地区は荒野が広がっており、吉林省同賓県は放荒処を設置し、同賓、五常地区の開墾を推進、その後人口が増加し設治設置要望の声が高まっていった。
1921年12月17日に設置された葦沙河設治局を前身とする。翌年の調査により県昇格の要件を満たしていると判断され、1927年5月1日に葦沙河設治局は三等県の葦河県に改編、県公署が葦沙河鎮に設置され浜江道の管轄とされ、1929年2月の道制廃止に伴い吉林省の直轄とされた。
満州国が成立すると当初は吉林省の管轄とされた葦河県は、1934年12月に新設された浜江省に、満州国崩壊後は松江省に移管された。
1948年3月29日、東北行政委員会は葦河県の廃止を決定、尚志県に編入された。